# Raymond Massey
Raymond Hart Massey (ur. 30 sierpnia 1896 w Toronto, zm. 29 lipca 1983 w Los Angeles) – kanadyjsko–amerykański aktor rozpoznawalny ze swojego dominującego głosu wyszkolonego na scenie. Za rolę Abrahama Lincolna był nominowany do Oscara dla najlepszego aktora pierwszoplanowego za rolę w dramacie biograficznym Johna Cromwella Abe Lincoln in Illinois (1940).

## Życiorys
Urodził się jako syn Anny Anna Dobbins (z domu Vincent) i Chestera Daniela Masseya, pracownika Massey Ferguson. Miał starszego brata Charlesa Vincenta (1887–1967). Uczęszczał do Upper Canada College, aby niedługo się przenieść do Appleby College w Oakville. Studiował na Uniwersytecie Toronto, gdzie był członkiem Balliol College.
Służył podczas I wojny światowej w kanadyjskiej armii, uczestniczył w misjach na Syberii i we Francji.
W 1922 debiutował na scenie w Londynie. Po raz pierwszy trafił na ekran jako członek Rady Stanów Sfederowanych w fantastycznonaukowym filmie niemym High Treason (1929). W filmie dźwiękowym – The Speckled Band (1931) wystąpił jako pierwszy w roli Sherlocka Holmesa. W wojennym dramacie fantastycznonaukowym Williama Camerona Menziesa Rzeczy, które nadejdą (1936) według powieści H.G. Wellsa został obsadzony w dwóch rolach jako biznesmen/pilot John Cabal i wnuk pilota/szef rządu Oswald Cabal.
W 1930 na Broadwayu zrealizował komedię Symfonia w dwóch bemolach na podstawie książki Ivora Novello. W 1931 zagrał tytułowego duńskiego księcia w broadwayowskim Hamlecie. W latach 1938–1939 świecił triumfy na Broadwayu w tytułowej roli Abrahama Lincolna w sztuce Abe Lincoln in Illinois autorstwa Roberta E. Sherwooda. W latach 1941–1952 pracował w radiu, czytając m.in. Wichrowe Wzgórza Emily Brontë.
Wystąpił również w filmowej wersji sztuki w tej samej roli Prezydenta Abrahama Lincolna. Za występ otrzymał nominację do Oscara. W późniejszych latach jeszcze kilkakrotnie wcielał się w postać Lincolna, w tym w programie satyrycznym Ford Star Jubilee (1956) i filmie Jak zdobywano Dziki Zachód (1962).
Dostał angaż do filmu Arszenik i stare koronki (1944) w reżyserii Franka Capry. Grał w takich filmach jak: Sprawa życia i śmierci, Żałoba przystoi Elektrze i Opętana. W następnych latach grywał głównie w serialach telewizyjnych.
8 lutego 1960 otrzymał swoje dwie gwiazdy w Alei Gwiazd w Los Angeles znajdujące się przy 1719 Vine Street (Gwiazda Filmowa) i 6706 Hollywood Boulevard (Gwiazda Telewizyjna).

## Życie prywatne
Massey był trzykrotnie żonaty:
1. Margery Fremantle (od 1921 do 1929), małżeństwo skończyło się rozwodem, para miała syna Geoffreya.
2. Adrianne Allen (od 1929 do 1939), małżeństwo skończyło się rozwodem, para miała dwójkę dzieci: syna Daniela (został aktorem) i córkę Annę (również aktorkę).
3. Dorothy Whitney (od 1939 do swojej śmierci w 1982).

Starszy brat aktora Vincent Massey był pierwszym urodzonym w Kanadzie generalnym gubernatorem tego kraju. W 1964 roku popierał Barry'ego Goldwatera starającego się o urząd prezydenta.
Zmarł 29 lipca 1983 w Los Angeles w wieku 87 lat na zapalenie płuc.

## Filmografia
- 1932: Stary mroczny dom jako Philip Waverton
- 1936: Rzeczy, które nadejdą jako John Cabal / Oswald Cabal
- 1937: Huragan jako gubernator Eugene De Laag
- 1937: Wyspa w płomieniach jako Filip, król Hiszpanii
- 1937: Więzień królewski jako wielki książę „Czarny” Michał
- 1940: Szlak do Santa Fe jako John Brown
- 1941: 49th Parallel jako Andy Brock
- 1943: Konwój jako Steve Jarvis
- 1944: Arszenik i stare koronki jako Jonathan Brewster
- 1944: Kobieta w oknie jako prokurator Frank Lalor
- 1946: Sprawa życia i śmierci jako Abraham Farlan
- 1947: Opętana jako Dean Graham
- 1947: Żałoba przystoi Elektrze jako Ezra Mannon
- 1950: Chain Lightning jako Leland Willis
- 1951: Dawid i Betszeba jako Natan
- 1955: Na wschód od Edenu jako Adam Trask
- 1955: Nadzy i martwi jako generał Cummings
- 1959: Alfred Hitchcock przedstawia – odc. „Road Hog” jako Sam Pine
- 1962: Jak zdobywano Dziki Zachód jako Abraham Lincoln
- 1961–1966: Doktor Kildare jako dr Leonard Gillespie
- 1969: Złoto MacKenny jako kaznodzieja